# Robot Delta

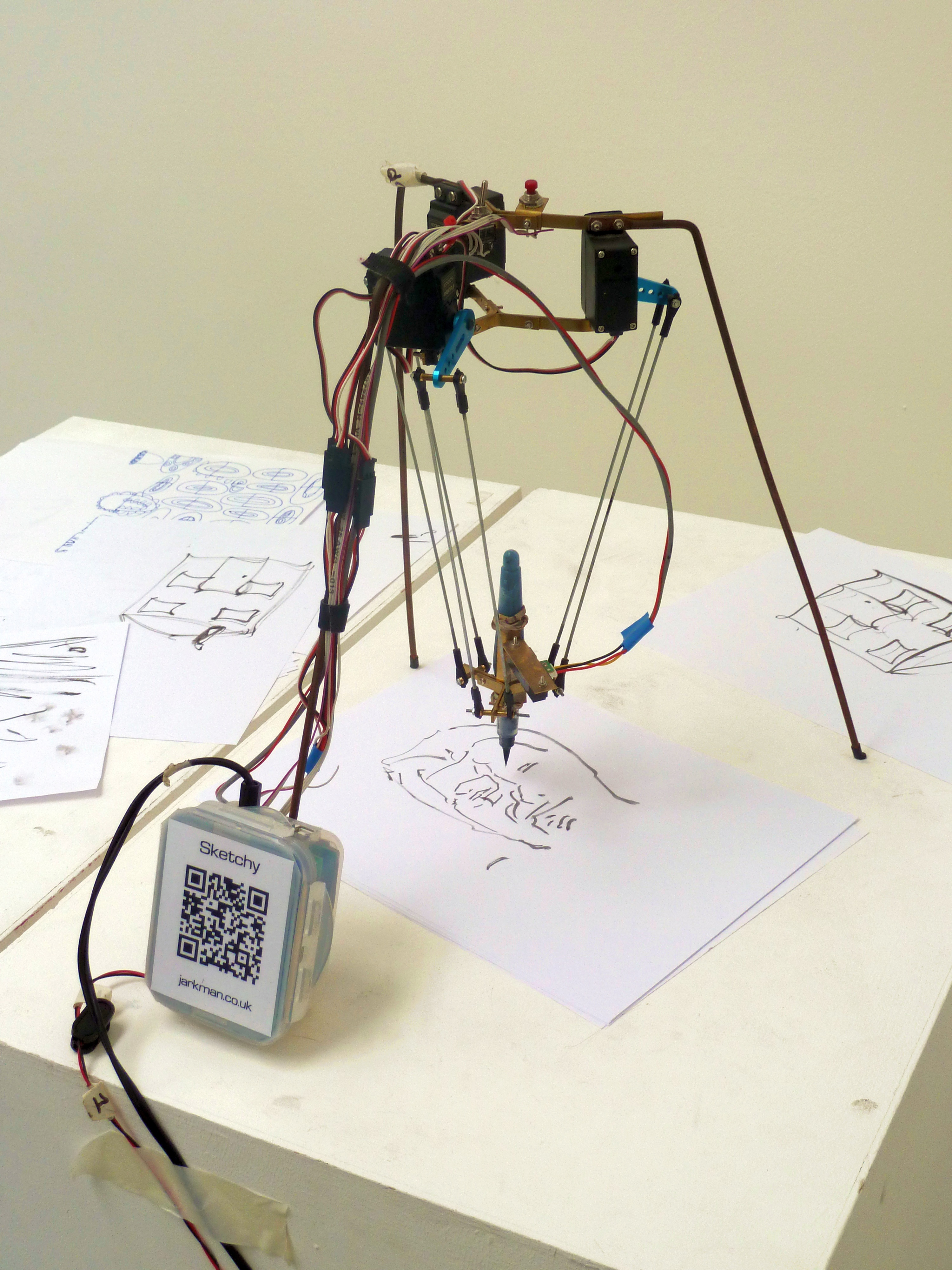
robot Delta

El robot Delta es un tipo de robot paralelo de tres grados de libertad conformado por dos bases unidas por tres cadenas cinemáticas basadas en el uso de paralelogramos. La base superior se encuentra fija mientras la base inferior, donde se ubica el efector final, es móvil y siempre está paralela a la base fija. Para su construcción se pueden utilizar actuadores rotacionales o lineales según la aplicación para la cual quiera usarse.
Los robots Delta se utilizan frecuentemente para aplicaciones de empaquetado, gracias a las altas velocidades que alcanza, y de manufactura como en impresoras 3D.

## Historia
A partir de la década de 1980 se empezaron a proponer cientos de diseños de nuevos robots paralelos para diferentes aplicaciones entre las que destacó, a mediados de la década, el diseño del profesor  Reymond Clavel de la École Polytechnique Fédérale de Lausanne en Suiza, quien ideó uno de los robots más exitosos diseños para la industria. Basado en el uso de paralelogramos y enfocado en aplicaciones de pick and place a alta velocidad.